# Saint-Melaine-sur-Aubance
Saint-Melaine-sur-Aubance település Franciaországban, Maine-et-Loire megyében. Lakosainak száma 2209 fő (2022. január 1.). Saint-Melaine-sur-Aubance Mûrs-Erigné, Les Ponts-de-Cé, Soulaines-sur-Aubance, Brissac Loire Aubance és Les Garennes sur Loire községekkel határos.

## Népesség
A település népessége az elmúlt években az alábbi módon változott:
| Lakosok száma | 434  | 989  | 1579 | 2092 | 2044 | 2024 | 2063 | 2127 | 2172 | 2209 |
|               | 1968 | 1982 | 1990 | 2006 | 2013 | 2015 | 2017 | 2019 | 2020 | 2022 |